# Římskokatolická farnost Krnsko
Římskokatolická farnost Krnsko (lat. Sub Krnska, Sub Krensko, něm. Unterkrnsko) je církevní správní jednotka sdružující římské katolíky na území obce Krnsko a v jejím okolí. Organizačně spadá do mladoboleslavského vikariátu, který je jedním z 10 vikariátů litoměřické diecéze. Centrem farnosti je kostel svatého Jiří v Krnsku.

## Historie farnosti
Kostel v dolní části Krnska existoval zřejmě již ve 12. století. Jeho podoba a stavební vývoj není znám, ale zřejmě stál na místě dnešního kostela. Středověká farnost (plebánie) je doložitelná pro Krnsko již v roce 1361. Tato stará farnost však zanikla po husitských válkách a území bylo spravováno v rámci okolních farností. Od roku 1672 bylo území spravováno z farnosti Horky nad Jizerou a od roku 1683 z farnosti Strenice. Matriky pro místo jsou zachovány od roku 1715. Farnost byla kanonicky obnovena roku 1764. Původní kostel v Krnsku byl nahrazen dnešním v roce 1787. Z Krnska byla v letech 1938–1945 spravována česká část litoměřické diecéze, která zůstala v okleštěných hranicích II. republiky a následně Protektorátu Čechy a Morava. Po skončení II. světové války byla z důvodu efektivity duchovní správy farnost také spravována z okolních farností a ve 21. století existuje farní obvod (kolatura) farnosti – arciděkanství Mladá Boleslav, jehož součástí je i farnost Krnsko, která je tak spravována excurrendo.

### Duchovní správcové vedoucí farnost
Začátek působnosti jmenovaného v duchovní správě farnosti od:
- 1346   Petrus
- 1361   Rameš
- Joannes, † 1390
- 1390   Slavata
- 1413   Petrus
- 1418   Martinus
- 1431   Joannes
- 1777   Ioann. Neczeda
- 1792   par. vacat

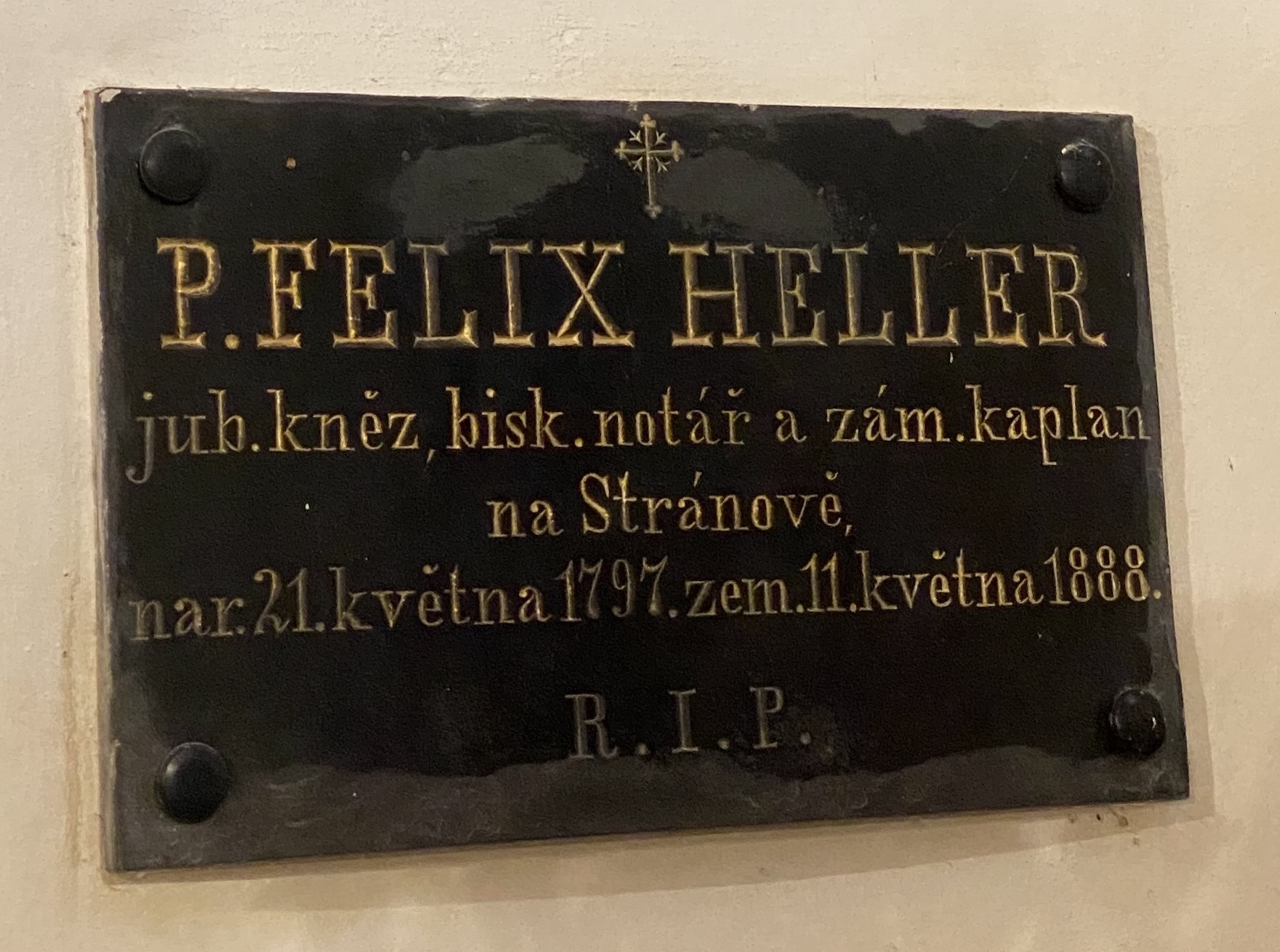
Pamětní deska v kostele v Krnsku

- 1792  Jos. Wetzka, n. 11. 1. 1761 Hradiště, o. 10. 8. 1788, † 21. 2. 1836
- 1832   Jos. Ljnek, n. 1. 9. 1801 Czimelicens, o. 28. 8. 1826, † 9. 5. 1876
- 1861   Franc. Telleš, n. 18. 8. 1819 Prag, o. 29. 7. 1845, † 5. 10. 1896
- 1874   Wenc. Tesař, n. 8. 1. 1813 Lhota-Oudrnic., o. 15. 7. 1867, † 10. 4. 1911
- 1901   Franc. Mendlík, n. 19. 2. 1848 Sobotka, o. 21. 7. 1872, † 7. 2. 1907
- 1908   Joann. Fähnrich, n. 22. 2. 1872 Brandlín, o. 5. 7. 1896, † 25. 12. 1932
- 1. 12. 1934   František Vlček, n. 20. 3. 1903 Turnau, o. 12. 3. 1927, † 12. 11. 1989
- 15. 4. 1947   Jan Klouček
- 1. 11. 1952   Alois Raška
- 1. 4.  1962   Jan Kolář
- 1. 4.  1973   Václav Dvořák
- 1. 7.  1983   Karel Havelka, admin.
- 1. 9.  1983   Václav Vlasák, admin.
- 1. 4.  1994   Jan Štrumfa
- 1. 3.  2005   Petr Kothaj
- 15. 9. 2006   Józef Szeliga, admin. exc. z farnosti – arciděkanství Mladá Boleslav
- 15. 4.  2010 Pavol Poláček, admin. exc. z farnosti – arciděkanství Mladá Boleslav[2]

Kromě kněží stojících v čele farnosti, působili ve farnosti v průběhu její historie i jiní kněží. Většinou pracovali jako farní vikáři, kaplani, katecheté, výpomocní duchovní aj.

## Území farnosti
Do farnosti patří území obcí:
- Jizerní Vtelno (Iser-Wtelno[p 2]) s novorenesančním zámkem Stránov (Stranow[p 2]),
- Krnsko (Krensko[p 2]) s místní částí Dolní Krnsko (ad Krnsko[5]) avšak bez Řehnice, která patří do farnosti Strenice,
- Písková Lhota (Sand-Lhota[p 2]) s místní částí Zámostí (Samost[p 2]),
- Strašnov (Straschnow[p 2]).

## Římskokatolické sakrální stavby a místa kultu na území farnosti
| | Fotografie                   | Stavba                                    | Místo                        | Bohoslužby                           | Zeměpisné souřadnice                                                         | Status                       | Číslo kulturní památky                       |
| Kostel, fara a zámecká kaple | Kostel, fara a zámecká kaple | Kostel, fara a zámecká kaple              | Kostel, fara a zámecká kaple | Kostel, fara a zámecká kaple         | Kostel, fara a zámecká kaple                                                 | Kostel, fara a zámecká kaple | Kostel, fara a zámecká kaple                 |
| --- | ---------------------------- | ----------------------------------------- | ---------------------------- | ------------------------------------ | ---------------------------------------------------------------------------- | ---------------------------- | -------------------------------------------- |
| 1. |                              | Kostel sv. Jiří                           | Krnsko                       | bližší informace o bohoslužbách      | severně od silnice 50°22′20″ s. š., 14°51′56″ v. d.                          | farní kostel                 | 18899/2-1614 (Pk•MIS•Sez•Obr•WD) (Q24282922) |
| 2. |                              | Fara                                      | Krnsko                       | —                                    | Krnsko 44 50°22′21″ s. š., 14°51′53″ v. d.                                   | bývalé sídlo farního úřadu   | 29951/2-1616 (Pk•MIS•Sez•Obr•WD) (Q38487228) |
| 3. |                              | Kaple sv. Václava nazývaná někdy kostelem | Zámek Stránov                | bližší informace o bohoslužbách      | severozápadní okraj vsi 50°22′23″ s. š., 14°51′19″ v. d.                     | zámecká kaple                | 15874/2-1582 (Pk•MIS•Sez•Obr•WD) (Q3501132)  |
| Kapličky a zvonice |                              |                                           |                              |                                      |                                                                              |                              |                                              |
| 4. |                              | Výklenková kaple se zvonicí               | Jizerní Vtelno               | bohoslužby příležitostně             | náves 50°22′9″ s. š., 14°51′12″ v. d.                                        | výklenková kaple a zvonice   | —                                            |
| 5. |                              | Zvonice                                   | Krnsko                       | —                                    | 50°22′24″ s. š., 14°51′52″ v. d.                                             | zvonice                      | 10090/2-4252 (Pk•MIS•Sez•Obr•WD) (Q38487219) |
| 6. |                              | Zvonice                                   | Horní Krnsko                 | —                                    | náves 50°22′49″ s. š., 14°51′11″ v. d.                                       | zvonice                      | —                                            |
| 7. |                              | Kaple                                     | Krnsko                       | —                                    | nad nádražím v Krnsku 50°22′38″ s. š., 14°52′9″ v. d.                        | kaple                        | —                                            |
| 8. |                              | Výklenková kaple                          | Jizerní Vtelno               | bohoslužby příležitostně             | u polní cesty západně od Jizerního Vtelna 50°22′15″ s. š., 14°50′26″ v. d.   | výklenková kaple             | —                                            |
| 9. |                              | Kaple Panny Marie Lourdské                | Krnsko                       | bohoslužby příležitostně             | kaple na hřbitově za kostelem 50°22′21″ s. š., 14°51′56″ v. d.               | hřbitovní kaple              | —                                            |
| 10. |                              | Kaple                                     | Písková Lhota                | bohoslužby příležitostně             | u rybníka 50°21′57″ s. š., 14°52′24″ v. d.                                   | kaple                        | —                                            |
| 11. |                              | Svatyňka, torzo Kříže                     | Krnsko                       | bohoslužby příležitostně             | u silnice mezi jižní a severní částí Krnska 50°22′42″ s. š., 14°51′30″ v. d. | výklenková kaple             | —                                            |
| Sochy |                              |                                           |                              |                                      |                                                                              |                              |                                              |
| 12. |                              | Socha sv. Jana Nepomuckého                | Krnsko                       | —                                    | před farou v Krnsku 50°22′19″ s. š., 14°51′53″ v. d.                         | socha                        | 18899/2-1614 (Pk•MIS•Sez•Obr•WD) (Q24282922) |
| 13. |                              | Socha sv. Františka Xaverského            | Horní Krnsko                 | —                                    | před zámkem 50°22′51″ s. š., 14°51′5″ v. d.                                  | socha                        | 32059/2-1615 (Pk•MIS•Sez•Obr•WD) (Q38487907) |
| 14. |                              | Socha sv. Antonína Paduánského            | Horní Krnsko                 | —                                    | před zámkem 50°22′52″ s. š., 14°51′4″ v. d.                                  | socha                        | 32059/2-1615 (Pk•MIS•Sez•Obr•WD) (Q38487907) |
| 15. |                              | Socha sv. Jana Nepomuckého                | Horní Krnsko                 | —                                    | u severního výjezdu z obce 50°22′55″ s. š., 14°51′10″ v. d.                  | socha                        | —                                            |
| 16. |                              | Socha sv. Jana Nepomuckého                | Jizerní Vtelno               | —                                    | náves s rybníkem 50°22′9″ s. š., 14°51′10″ v. d.                             | socha                        | —                                            |
| 17. |                              | Socha sv. Jana Nepomuckého                | Písková Lhota                | —                                    | za obcí v polích u st. silnice 50°22′10″ s. š., 14°52′47″ v. d.              | socha                        | 14973/2-1711 (Pk•MIS•Sez•Obr•WD) (Q38089911) |
| Venkovní kříže a Boží muka |                              |                                           |                              |                                      |                                                                              |                              |                                              |
| 18. |                              | Venkovní kříž                             | Krnsko                       | —                                    | nedaleko domu čp. 103 50°22′33″ s. š., 14°51′24″ v. d.                       | kříž                         | —                                            |
| 19. |                              | Venkovní kříž                             | Jizerní Vtelno               | —                                    | poblíž obecního úřadu 50°22′15″ s. š., 14°51′11″ v. d.                       | kříž                         | —                                            |
| 20. |                              | Venkovní kříž                             | Jizerní Vtelno               | —                                    | při polní cestě 50°21′46″ s. š., 14°50′18″ v. d.                             | kříž                         | —                                            |
| 21. |                              | Venkovní kříž                             | Zámostí                      | —                                    | náves 50°22′18″ s. š., 14°52′21″ v. d.                                       | krucifix                     | —                                            |
| 22. |                              | Boží muka                                 | Písková Lhota                | —                                    | u silnice na jižním okraji obce 50°21′49″ s. š., 14°52′33″ v. d.             | Boží muka                    | —                                            |
| 23. |                              | Boží muka                                 | Písková Lhota                | —                                    | v polích, při rozcestí ke Krnsku 50°22′27″ s. š., 14°52′58″ v. d.            | Boží muka                    | 15399/2-1710 (Pk•MIS•Sez•Obr•WD) (Q38089917) |
| Hřbitovy farní, obecní i židovský |                              |                                           |                              |                                      |                                                                              |                              |                                              |
| 24. |                              | Kostelní hřbitov                          | Krnsko                       | bohoslužby příležitostně             | kolem kostela sv. Jiří 50°22′20″ s. š., 14°51′56″ v. d.                      | farní a obecní hřbitov       | —                                            |
| 25. |                              | Nový hřbitov                              | Dolní Krnsko                 | bohoslužby příležitostně             | v severní části obce 50°22′25″ s. š., 14°51′51″ v. d.                        | farní a obecní hřbitov       | —                                            |
| 26. |                              | Židovský hřbitov                          | Písková Lhota                | bohoslužby viz Židovská obec v Praze | ve svahu pod bývalou tvrzí 50°22′15″ s. š., 14°52′28″ v. d.                  | židovský hřbitov             | 11365/2-4410 (Pk•MIS•Sez•Obr•WD) (Q38089927) |
| Některé drobné sakrální stavby a pamětihodnosti lze dohledat zde v databázi Drobné sakrální památky Zaniklé sakrální stavby lze dohledat zde v databázi Poškozené a zničené kostely, kaple a synagogy v České republice |                              |                                           |                              |                                      |                                                                              |                              |                                              |

Ve farnosti se mohou nacházet i další drobné sakrální stavby, místa římskokatolického kultu a pamětihodnosti, které neobsahuje tato tabulka.